# Coos Rijsdijk
J. (Coos) Rijsdijk (10 maart 1947) is een Nederlands politicus van de PvdA.
Rijsdijk kwam in 1978 in de deelgemeenteraad van de Rotterdamse deelgemeente IJsselmonde terecht en werd in september 1982 voorzitter, als opvolger van Piet Biersma, die de eerste voorzitter was geweest. Rijsdijk behield deze functie tot zijn benoeming eind 1998 als burgemeester van Boskoop. Op 1 januari 2014 fuseerden Boskoop, Rijnwoude en Alphen aan den Rijn tot de nieuwe gemeente Alphen aan den Rijn waarmee zijn functie kwam te vervallen.
Begin 1999 kreeg hij van de gemeente Rotterdam de Wolfert van Borselenpenning uitgereikt.
Rijsdijk is sinds 1 januari 2014 waarnemend burgemeester van Lansingerland, na het vertrek van Ewald van Vliet. In juni 2015 heeft de gemeenteraad Pieter van de Stadt voorgedragen als nieuwe burgemeester; de laatste werd per 14 september van dat jaar de nieuwe burgemeester.